# Lady Juliana
Das Segelschiff Lady Juliana wurde durch einen Transport weiblicher Gefangener von Großbritannien nach Port Jackson, Australien, im Jahr 1789 als „schwimmendes Bordell“ bekannt.

## Einzelheiten
Aufgrund des Missverhältnisses von Männern und Frauen nach dem ersten Transport britischer Sträflinge nach Australien durch die First Fleet wurde im Vereinigten Königreich der Beschluss gefasst, ein Schiff mit weiblichen Gefangenen nach Australien zu senden, um das Verhältnis anzugleichen. Das Orlopdeck des  mit 401 Tonnen vermessenen Seglers wurde 1788 von Zimmerern in Deptford zu einem Gefangenenraum umgebaut, bevor das Schiff am 29. Juli 1789 nach monatelangen Verzögerungen den Hafen von Plymouth mit 226 vorbestraften Frauen an Bord verließ. Unter dem Kommando von Kapitän Thomas Edgar segelte das Schiff über Zwischenstationen in Teneriffa, São Tiago, Rio de Janeiro und das Kap der Guten Hoffnung nach Port Jackson in New South Wales, wo es am 6. Juni 1790 eintraf.
Nachdem schon kurz nach der Ausreise aus der Heimat jeder der Seeleute eine Braut für die Dauer der Seereise gewählt hatte, brachten dem Schiff insbesondere die teils mehrwöchigen Zwischenstationen den Ruf eines „schwimmenden Bordells“ ein. Festgehalten wurden die Vorgänge an Bord durch den Steward John Nicol. Dieser dokumentierte, dass in den angelaufenen Häfen Scharen von Besuchern an Bord kamen, um gegen Entgelt mit den Frauen an Bord Sex zu haben. Trotz des praktisch überall an Bord offen praktizierten Beischlafs schritt die Schiffsführung nicht ein, sondern ließ sich durch Gastgeschenke wie Portwein und anderem zum Wegschauen bewegen.
Auf diesem Schiff starben nur fünf der Sträflinge während der 309 Tage an Bord, auf anderen britischen Sträflingstransporten der Second Fleet war eine Sterberate zu verzeichnen, die sich auf insgesamt etwa 25 Prozent beliefen. Von den etwa 1000 Sträflingen, die die Schiffe der Second Fleet transportierten, kamen lediglich etwa 750 Sträflinge in der Sträflingskolonie Australien an.